# Autógáz
Az autógáz, más néven LPG (Liquefied Petroleum Gas) vagy LP Gáz folyékony halmazállapotú szénhidrogéngázok elegye, amelyet gépjárművek üzemanyagaként használnak. A közel azonos összetételű háztartási fűtési és főzési palackos gázt általában röviden PB-gáznak is nevezik.

## Összetétele
A cseppfolyós gáz lehet propán, bután, propilén, izobután, izobutilén, butilén és ezek elegyei. Tulajdonságait az MSZ EN 589 szabvány határozza meg. A cseppfolyós motorhajtóanyag közel azonos összetételű a háztartási PB-gázzal. A háztartási PB-gázhoz képest az autógázban például kevesebb szennyeződés lehet, kénhidrogént, vizet nem tartalmazhat.
A bányászott szénhidrogénekből finomítás során, gyakorlatilag melléktermékként nyerik. A cseppfolyós gáz 95%-ban propánt (C3H8) és butánt (C4H10) tartalmaz. A fennmaradó 5% nehezebb szénhidrogénekből áll. A propán és a bután aránya kb 40%-60%.

## Tárolás, szállítás
Viszonylag alacsony (kb. 6 bar) nyomáson, környezeti hőmérsékleten cseppfolyósítható. Üzemanyagkutak részére így tartályautókon szállítják, és a töltőállomások tartályában tárolják a kimérésig. Szivattyúval, speciális töltőszelepen át töltik be a gépkocsi tartályába.
A gépkocsik tartályaiban kb. 12 bar nyomáson van tárolva a cseppfolyósított gáz.

## Tudnivalók használatakor
Ha a cseppfolyós gáz folyékony állapotban kerül a szabadba, azonnal párologni kezd. Elpárolgása során a térfogata kb. 230-szorosára növekedik, és erősen lehűti a környezetét, amelyből párolgáskor hőt von el. A nyílás körül, ahol a gáz kiáramlik vagy ahol a folyékony gáz összegyűlik a szabadban, a levegő nedvességtartalma kicsapódik, esetleg meg is fagy. A kifújó cseppfolyós gáz hatására köd keletkezik a gázsugár környezetében. Ilyenkor a cseppfolyós üzemanyag annyira lehűlhet, hogy a párolgása esetleg átmenetileg meg is szűnik.

## Veszély lehetősége
Sokan hiszik azt, hogy az autógáz és a főzésre használt „11,5kg-os” PB-nek nevezett gáz egymással megegyezik, és megpróbálják LPG kúton feltölteni palackjukat, de ez illegális, mivel az autók tartályát minimum 25–30 bar, míg a PB-palackokat ennél kisebb nyomásra tervezik, sőt biztonsági szerelvények sincsenek kialakítva; ezeket csakis ellenőrzött körülmények között cseretelepen szabad tölteni.

## Tulajdonságai
A tartályban tárolt, a tartálynyomáson lévő cseppfolyós gáz tulajdonságai a következők:
- sűrűsége 0,525…0,56 kg/l
- alsó hőértéke 24,7 megaJoule/l
- hőtágulás 10 °C-onként kb. 4%
- forráspont légköri nyomáson: -5 és -42 °C között van
- -5 °C-on legalább 2,5 bar a gőznyomása

A gáz halmazállapotú, légköri nyomású cseppfolyós autógáz legfontosabb tulajdonságai a következők:
- relatív sűrűsége: 1,8…2;
- sűrűsége: 2..2,7 g/l;
- gyulladási hőmérséklete: 490…510 °C;
- alsó-felső gyulladási koncentráció: 2…9 tf%;
- lángterjedési sebesség: 32 cm/s;
- alsó hőérték: 0,105…0,110 MJ/l;
- 1 liter PB-gáz elégetéséhez szükséges levegő mennyisége: kb. 28 liter;
- motoroktánszám: legalább 89 (kb. 100).

## Sajátosságai
A cseppfolyós gáz sajátos tulajdonsága, hogy a tartálynyomást elsősorban hőmérséklete határozza meg. A hőmérséklettől függően a tartálynyomás széles határok között változik. Elmondható, hogy környezeti hőmérsékleten a tartálynyomás 3 és 15 bar között változhat. Nyáron, a napon parkoló autó gáztartályában a nyomás gyakran eléri a 16-18 bar-t is. Téli hidegben -10 °C-nál a tartálynyomás 2 barra is csökkenhet.

## Élettani hatásai
Mérgező anyagokat nem tartalmaz. Belégzését, bár mérgezést nem okoz, a szagosító anyag élettani hatásai miatt kerülni kell. Ha a levegőbe nagy mennyiségű autógáz kerül, abban oxigénhiány keletkezik. Az ilyen levegő belégzése bódulatot és esetleg fulladást okozhat.

## A folyékony gáz mint üzemanyag
Környezetkímélőbb módon ég, mint a benzin, mivel a NOX nitrogén-oxid-összetevő a kipufogógázban csak mintegy 20%-a a benzinmotorénak, a szén-dioxid (CO2)-kibocsátása is mintegy 15%-kal alacsonyabb, valamint a nem elégett szénhidrogén is csak mintegy fele a benzinüzemnek. Szén-monoxid-értéke nullának vehető. Emellett az LPG-égéstermékek, kémiailag kedvezőbb összetételük miatt alacsonyabb gépjármű katalizátorhőmérséklet mellett is semlegesíthetők, ezáltal a gázmeghajtású motorok a katalizátort kímélik. 
Ezen kedvező emissziós tulajdonságok miatt az LPG-hajtotta gépjárművek és -targoncák – a földgázüzeműek mellett – olyan belsőégésű energiaforrással rendelkeznek, amely még zárt térben is üzemeltethető. Ezzel szemben például a dízeltargoncák korom- és nagy mennyiségű NOX kibocsátásuk miatt erre nem alkalmasak.
Közvetlen, literben mért fogyasztás összehasonlításnál az LPG-ből mintegy 5-20%-kal kell több ugyanazon teljesítmény eléréséhez, mint benzin esetén. Ez adódik egyrészt abból, hogy a 95-ös oktánszámú benzin sűrűsége átlagosan 0,76 g/cm³, míg az LPG (amelynek oktánszáma átlagosan 106-nak vehető) 0,53 g/cm³. Ezeket összevetve, 40%-os többlet fogyasztás jönne ki első körben, de tudni kell, hogy az LPG égéshője magasabb, mint a benziné /LPG:46,1 MJ/kg(12,8 kWh/kg), benzin: 43,6 MJ/kg(12,1kWh/kg)/. Ez elméletileg 33%-ra mérsékli a többletfogyasztás mértékét, a végső 5-20%-ot végül is a magasabb oktánszám eredményezi.
A többletfogyasztás mértéke függ természetesen a vezetési stílustól, az átlagosan megtett úthossztól stb., leginkább azonban a beszerelt /beszerelhető/ gázkészüléktől. A modern, harmadik generációs berendezéseknél ez az érték – megfelelő beállításnál – 10% alatt van, mivel a lineáris gázinjektorok már megközelítik a benzinbefecskendezés karakterisztikáját, emellett a legújabb fejlesztésű szoftverek a gázadagolás legideálisabb módját is biztosítani tudják.

## A folyékonygáz-hajtású gépjárművek technikája
Az autógázzal üzemelő gépjárművek vagy benzinnel indulnak, majd a beépített kapcsolóval kézzel, vagy automatikusan gázmeghajtásra váltanak, hogy a felmelegítési problémákat elkerüljük, vagy pedig egyből autógázzal indulnak. Megkülönböztetünk ennek megfelelően „Venturi-berendezéseket”, szekvenciális berendezéseket valamint LPI-gázberendezéseket /folyékony propánt fecskendeznek be/
Az első kettőnél az a közös, hogy a tankban nyomás alatt lévő folyékony gáz a motorba egy kigázosítás és nyomáscsökkentés után légnemű halmazállapotban érkezik. Mivel a kigázosítás, azaz a folyékony halmazállapotból légneműbe való átmenet, hőelvonással jár, ezért az „UFO”-t a hűtőkör hőjével meg kell fűteni, egyébként a keletkező „hidrát dugó” (víz-jég dugó) a gázhozzávezetést megakadályozza. /Elfagy a gáz!/ Ezen oknál fogva, a gázüzemre való átkapcsolás csak a 30 °C környékén történik, hogy a fent említett elfagyás alacsony külső hőmérsékletnél elkerülhetővé váljon.
2004 óta már LPI-gázberendezések is jelen vannak a piacon. Ezen rendszereknél egy üzemanyag-szivattyú a folyékony gázt nyomás alatt az adagolócsőbe nyomja, amiből a gázsugár - adagolószelepeken át - a beömlőtraktusokra kerül. A gáz légneművé válásakor fellépő hőelvonás a beömlő levegőt, a terheléstől függően 5-15 kelvin fokkal lehűti, s ez némi teljesítménynövekedéssel jár (Lásd a turbófeltöltős motoroknál alkalmazott visszahűtést) a kigázosításos módszerhez képest, míg az eredeti meghajtó anyaghoz, a benzinhez képest nincs változás, mivel ott is folyékony formában injektálják be a hajtóanyagot.
Az autógázzal való üzemeltetés alacsonyabb károsanyag kibocsátás mellett nagyobb futásegyenletességet produkál, a benzinüzemhez képest, ami a gáz 105-115 közötti oktánszámából vezethető le.

## A gázüzemű gépjármű takarékos és egyben környezetkímélő
Az autógáz nem megújuló energiafajta, hanem a lakosság szénhidrogén-ellátása során keletkező „hulladék”, ami nem kerülhet be az országos hálózatba. A folyékony autógáz – ami nem keverendő a földgázzal – propán-bután keverék, amellyel a jelenlegi árviszonyok mellett kb. 30-40%-kal olcsóbban utazhatunk, mint benzinnel.
Leginkább a sokat autózó és a nagy fogyasztású járművel rendelkezők élvezhetik előnyeit. Jelenleg (2025.03) 340-370 Ft/liter árral kell számolnunk, ami kb. 60%-a a 95-ös oktánszámú benzinének!
A motortól, az autógáz berendezéstől valamint a gázösszetételtől és a vezetési stílustól függően a benzinre átszámított fogyasztás 15-20%-kal növekedhet. Így egy liter LPG kb. 0,8 liter benzinnek felel meg, és ha 1 liter gáz árát 340 Ft/l-nek vesszük, akkor ez kb. 400 Ft-ra jön ki literenként. Ez az arány azonban nem tekinthető állandónak, mert mind a gáz, mind a benzin ára sok tényezőtől függ, és állandóan változik.
Azonos tartályméretnél, LPG-vel hozzávetőleg háromszor akkora távot lehet megtenni, mint földgázzal.
A benzinhez képest ugyanazon gépjármű 10%-kal kevesebb CO2-t pöfög ki, míg a dízelhez valamint a földgázhoz képest is valamelyest magasabb ez az érték. (kb. 2%-kal több, mint a dízelé, és 5%-kal több, mint a földgáz esetén.) Olaszországban indult rohamos elterjedésnek, immár fél évszázada, de már a második világháború alatti kőolajhiányos állapotban, gáz-halmazállapotú kőszéngázzal taxikat üzemeltettek a központi hatalmak, így hazánk is.
Németországban 2007 óta jogszabály követeli meg az újonnan üzembe helyezett dízelmotorok koromrészecske-szűrővel való ellátását, emiatt a gázhajtás ismét reneszánszát éli például a targoncák üzemeltetése terén.
Olaszországban a nagy teljesítményű tehergépkocsikat inkább metánnal üzemeltetik, erre ott a töltőállomás-hálózat is ki van építve.
Már gyárilag is kettős üzemmel láttak el néhány típust, de az utólagos átállítás is lehetséges a legtöbb gépjárműnél, kivéve az ún. „FSI”-motorokat.
Németországban jelenleg a következő gázzal is üzemeltethető modellek kaphatók az autószalonokban: 
- Cadillac (4)
- Chevrolet (5)
- Ford (1)
- KIA (1)
- Lada
- Opel (4)
- Renault (6)
- Subaru (4)
- VW (1)

/2007. júliusi állapot/.
Más országokban, mint például Olaszországban, Hollandiában, de még Franciaországban is ennél jóval bővebb a választék az új autók terén.
Nyugaton a gyárilag gázzal szerelt üzem átlagosan 2500 euró plusz költséget jelent. Ez jelenleg nálunk mindössze 1000 eurót tesz ki, azaz kb. 300 ezer forintot. Az utólagosan kettős üzemre való átállítás elterjedtebb hazánkban, ami a legújabb szekvenciális technikával és pótkerék tartállyal, már 200 ezer forint alatti összegből is megoldható. Ehhez jön természetesen a hatósági vizsga költsége.
A legújabb fejlesztésű ún. lineáris injektorok igen gyorsak, és a benzines injektorok karakterisztikájához igen közeliek, így a kedvező menettulajdonságok és dinamika mellett a fogyasztás is mintegy 5%-kal kedvezőbb.
Egy átlagos autónál a beruházás a jelenlegi beszerelési illetve benzin- és autógáz áraknál hazánkban 15-20 ezer kilométer környékén térül meg, ami az átlagos évi menetteljesítménynek felel meg. Tehát a megtérülés teljesen átlagos esetben cirka egy évnek vehető.
Németországban magas a kettős üzemre való átállítás költsége, viszont kedvezőbb a benzin/autógáz árviszony (átlagosan 0,55%), a megtérülés a nagyobb átlagos futásteljesítmény miatt még rövidebb is, ezért rohamosan fejlődik az autógáztankolási lehetőség, szinte bárhol lehet LPG-t tankolni, csak kérni kell a csaknem mindenütt rendelkezésre álló adaptert, a nálunk szokásos, olasz mintájú gáztöltőcsonkhoz.
Jelenleg a DVFG – Deutsche Verband Flüssiggas e.V. – adatai szerint mintegy 3200 gáztöltőállomás üzemel Németország-szerte.
Egyetlen hátránya, hogy mélygarázsokba tilos beállni vele, a PB-gáz ugyanis a levegőnél nagyobb sűrűségű lévén azt szivárgás esetén kiszorítja, s leül a padlóra.

## Tudomány az ipar szolgálatában – gázüzemű rendszerek
A gázhajtású rendszerek az elmúlt tizenegynéhány évben dinamikus változásokon mentek át. A benzines hajtás terén alkalmazott megoldások, hasonló fejlődést generáltak a megfelelő rendszereknél a gázüzem terén is. A benzinüzemnél használt rendszereket alapul véve, a mérnökök olyan technikákat igyekeznek kifejleszteni a gázmeghajtásoknál is, amelyek a komfort és a vezérlési precizitás szempontjait tekintve nagyon hasonlóak a legújabb benzin-befecskendezéses motorokéhoz. Éppen ezért az elmúlt 10 évben az LPG hajtotta rendszerek jó néhány generációját fejlesztették ki, és ez a fejlesztés napjainkban is töretlenül folytatódik.
Az a cég, amely nem hasznosítja a legújabb tudományos kutatások eredményeit, egyszerűen eltűnik a piacról, mivel a hatékonyság/ár versenyben rendre alul marad.
A tudományos kutatások a következő főbb területeken játszanak fontos szerepet a gázrendszerek fejlődésében:
- Először is az ún. „öntanuló rendszerek” fejlesztésében, amelyek az üzembe helyezésnél az emberi pontatlanságokat és figyelmetlenségeket képesek korrigálni és javítani sajátos algoritmusaik révén.
- Másodszor pedig a gázadagolási algoritmusok kimunkálásánál, amikor a beérkező jelek nem határoznak meg egyértelmű állapotot, emellett komplikálja a helyzetet még az is, hogy a benzinüzemtől jelentősen eltérő dinamikát is figyelembe kell venni.
- Harmadszor pedig a termodinamika terén jelentkezik, amikor a gáz elpárologtatása és annak megfelelő befecskendezése az égéstérbe, majd az előállott keverék megfelelő elégetése a feladat.

Mindezen szempontokat egységesen kell az új fejlesztéseknél figyelembe venni, és megfelelő módon illeszteni őket, hogy az új fejlesztés a piacon is megállja a helyét, mégpedig azáltal, hogy a legújabb kutatási eredmények alkalmazása egyben, természetesen, az érték/ár arányt is jelentősen növelik.

## Negyedik generációs autógáz-rendszerek
A negyedik generációs rendszereknél a légnemű gáz bejuttatása a szívószelepek közelében történik, gyors működésű elektromágnesek (gázinjektorok) segítségével, a harmadik generációs adagoló sínekkel szemben ezek karakterisztikája lineáris, mint a benzinbefecskendezőké, a késleltetésük mindössze néhány tized másodperc a benzininjektorokhoz képest. A valós impedanciájuk 1 ohmtól 4 ohmig terjed, általában a kisebb ellenállásúak gyorsabbak, viszont nagyobb áramot vesznek fel, ezáltal a vezérlő gázkomputer végfokát jobban terhelik. Általában a régebbi gyártmányok (EURO2 és EURO3) számára elegendő a lassúbb változatokat beépíteni, amelyek olcsóbbak is, míg az EURO4-es motoroknál már az újabb fejlesztésű és gyorsabb rendszereket kell választani.
Példaként a DT Gas System „GAS TECH 400S” (4 ohm) és a „GAS TECH 700S” (2 ohm) rendszert vettük, ennek a leírásán keresztül próbáljuk szemléltetni a működést. Elektronikus vezérlésű rendszerek, amelyek elektromos szikragyújtású motoroknál a megfelelő keveréket állítják elő egy, vagy két lambda-szondával rendelkező motoroknál. Az üzemanyag propán-bután gáz vagy metán gáz /földgáz/ lehet, különbség csak a reduktorig van, mivel a metán esetében itt jóval nagyobb nyomás uralkodik. A gázműködést vezérlő gázkomputer párhuzamosan működik a benzinkomputerrel, annak jeleit átveszi és korrigálja megfelelő módon.
A gázkomputer a következő jeleket kapja, aminek alapján a vezérlőjeleket előállítja.
- benzininjektorok nyitási ideje
- motorfordulat /RPM/
- oxigénszenzor(ok) kimeneti jele /Lambda-szonda/
- gázhőmérséklet a reduktorban
- gáznyomás a légnemű szűrő után
- az üzemválasztó kapcsoló helyzete az utastérben /benzinüzem vagy benzin-gáz üzem/

A gázkomputer a következőket végzi:
- vezérli a gázbefecskendezők nyitási/zárási idejét
- nyitja és zárja a gázszelepet
- be- és kikapcsolja a benzininjektorok emulátorait /

(a megfelelő lezárást biztosítják gáz üzemben a benzinkomputer kimenetén, hogy úgy érezze, mintha benzinüzem lenne)
- jelek az utastérben lévő kijelzésekhez

A legfontosabb vezérlési jellemző a gázinjektorok (az ábrán 10-es számmal jelölve) nyitási ideje, amelyek a beömlő gázmennyiséget szabályozzák ezáltal, ami majd a szívószelepen keresztül az égéstérbe kerül. A gázinjektort a szívószelephez a lehető legközelebb kell elhelyezni, a lehető legrövidebb hozzávezető gumicsövezéssel. /12/ A nyitási idő a benzin-komputertől átvett értékeken alapul, korrigálva azokat a megfelelő algoritmusok alapján, hogy a végbemenő égés a legtökéletesebb legyen. A befecskendezett gáz nyomása a reduktor/kipárologtatón található állítócsavarral változtatható a megfelelő értékre.
A gázkomputerben ún. injektor-emulátorok találhatók, amelyek arra szolgálnak, hogy a gázüzem során szükséges benzininjektorok lekapcsolásakor a benzinkomputer úgy érzékelje, hogy minden a megszokott rendben zajlik, azaz a benzinkomputert „be kell csapni” emulációval. Ez a gyakorlatban főleg az amerikai gyártású motoroknál okoz gondot, mivel itt a benzininjektorok impedanciája nagyon kicsi.
Az átkapcsolás benzin üzemanyagról gázra, automatikusan történik, miután az utastérben elhelyezett központi egységen /7/ lévő kapcsolót benzin üzemről vegyes üzemre állítjuk. Ameddig a beállított feltételek nem teljesülnek, addig a zöld LED villog, és miután a beállított paraméterek teljesülnek (gáznyomás, reduktor-hőmérséklet stb.), a megfelelő fordulatszám elérésekor a berendezés átvált automatikusan gázüzemre, amit a zöld LED folyamatos világítása jelez. Ez a benzinszelep lezárásával és a EG1 és az EG2 szelepek nyitásával történik. A gázmennyiség szabályozása a gázbefecskendezőkben /10/ található elektromágnesek nyitási idejének változtatásával történik, amit természetesen a gázkomputer végez.